# Головино (Житомирская область)

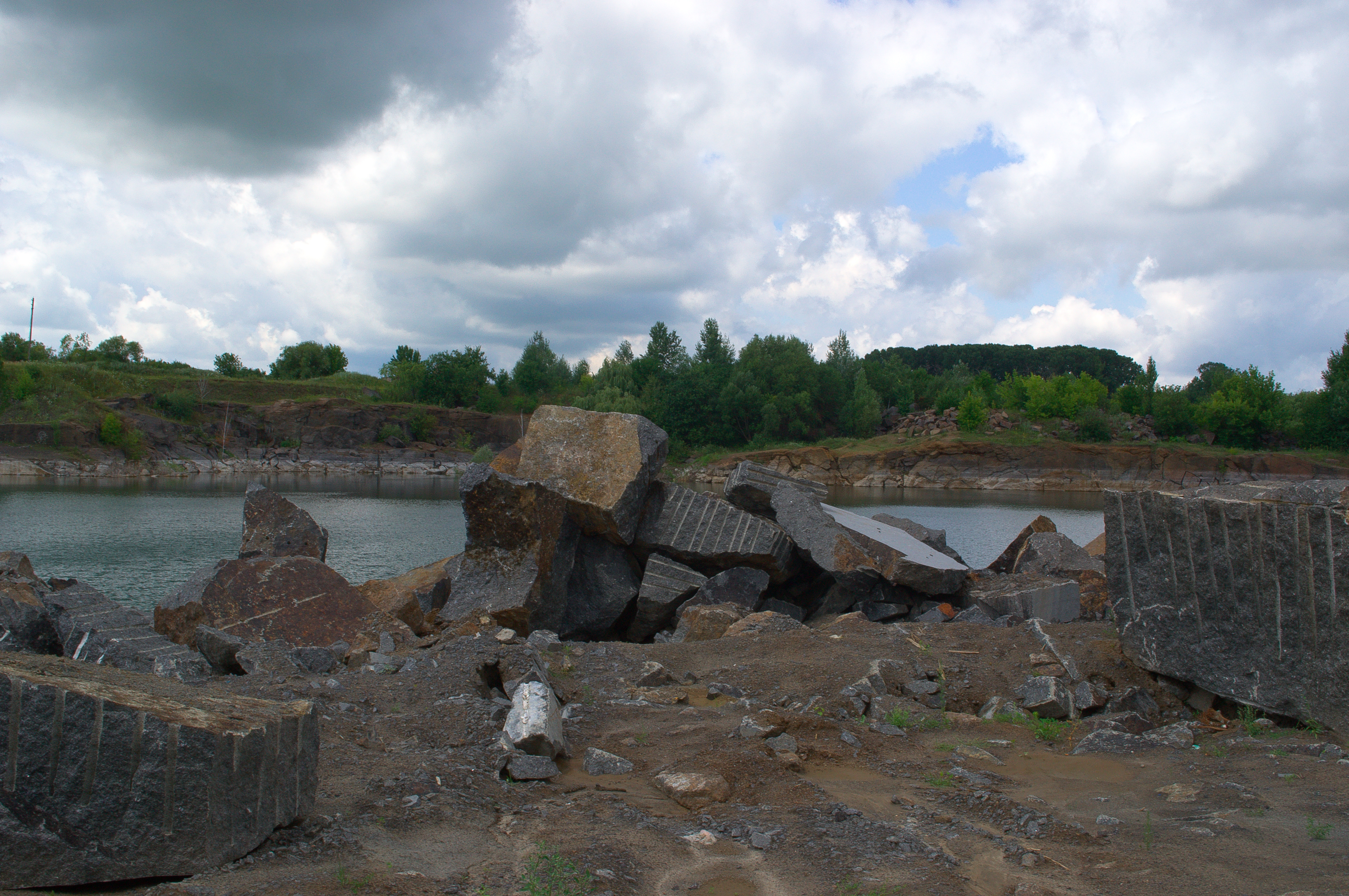
Головинский карьер лабрадорита

Головино́ (укр. Головине) — посёлок, входит в Житомирский район Житомирской области Украины.

## История
Бывшее село Житомирского уезда Волынской губернии Российской империи.
В январе 1989 года численность населения составляла 2273 человека.
На 1 января 2013 года численность населения составляла 2034 человека.

## Экономика
- Головинский карьер[4], где добывают декоративный камень (лабрадорит и габбронорит, используемые для облицовочных работ).

## Местная власть
12301, Житомирская обл., Житомирский р-н, пгт Черняхов, пл. Советов, 2.